# 飯尾定宗
飯尾 定宗（いいのお さだむね）は、戦国時代の武将。織田氏の家臣。尾張国中島郡奥田城主。織田氏流飯尾氏の祖。

## 略歴
織田敏定の子で織田信秀の叔父、または敏定の孫で信秀の従兄弟とされるが、織田敏定と定宗及び子の尚清の年代から見ると、後者のほうが有力とされる。奥田城主となり、斯波氏の一族とされる尾張の土豪飯尾氏の養子となった。
弘治2年（1556年）6月、織田信長に従って、嫡男・尚清と共に守山城攻めに従軍。永禄3年（1560年）、桶狭間の戦いで信長の命により、子の尚清と叔父の織田秀敏と共に今川軍の備えで鷲津の砦に置かれる。しかし、5月19日に朝比奈泰朝ら今川軍の猛攻をうけ敗死した。家督は尚清が継いだ。
室町幕府将軍の直臣として、相伴衆に加わったとされるが、恐らくは幕臣の飯尾氏と混同されたものと思われる。

## 系譜
- 父：織田敏宗または織田敏定
- 母：不詳
- 妻：細川晴元娘
- 生母不明の子女
  - 嫡男：飯尾尚清
  - 男子：飯尾重宗 - 敏宗、子に飯尾尚清養女（星合具泰室）